# Равнина Чусук
Равнина Чусук (англ. Chusuk Planitia) — равнина на Титане, самом крупном спутнике Сатурна. Максимальный размер — около 125 км, координаты центра — 5°00′ ю. ш. 23°30′ з. д. / 5° ю. ш. 23,5° з. д.
Равнина Чусук — это тёмная область, соединяющаяся с другим тёмным регионом — Ацтланом. Она вдаётся с юга в светлый регион Кивира.
Равнина Чусук была обнаружена на снимках космического аппарата «Кассини». Названа в честь вымышленной планеты Чусук из Вселенной Дюны, созданной фантастом Фрэнком Гербертом. Это название было утверждено Международным астрономическим союзом в 2009 году.